# Fantino il Giovane
Fantino il Giovane, anche conosciuto come San Fantino il Confessore (Taureana, 927 – Tessalonica, 1000 circa) è stato un monaco calabrese basiliano vissuto nel X secolo e venerato come santo dalla Chiesa cattolica come dalla Chiesa ortodossa.

## Biografia

### Calabria
Nato in Calabria nel 927, in una località che viene descritta come “molto vicina alla Sicilia” (probabilmente nella Vallis salinoroum nell'attuale provincia di Reggio Calabria) era figlio di Giorgio e Vriena, due ricchi possidenti molto pii, e fu consacrato a Dio durante la sua infanzia, entrando in monastero all'età di otto anni; la sua educazione fu curata da Sant'Elia Speleota. Divenne monaco all'età di tredici anni, dimostrandosi pieno di fervore e di virtù, ed ebbe gli incarichi di cuoco e di portinaio. A trentatré anni si diede all'eremitaggio nella regione del Mercurion dedicandosi alla preghiera e alla penitenza e lottando contro le tentazioni del Diavolo.
Ritornato alla vita cenobitica creò molti monasteri, tra cui almeno uno femminile, che accolsero i suoi genitori, i fratelli Luca e Cosma e la sorella Caterina. Volendo ritornare alla vita eremitica lasciò la carica di abate del monastero più importante al fratello Luca. Anche se viveva tra i boschi selvaggi ritornava tra la gente sia per insegnare ai suoi discepoli, tra cui si trovavano Nilo da Rossano e Nicodemo da Cirò, che per trascrivere dei manoscritti. Il santo ebbe spesso delle visioni del Paradiso e dell'Inferno e compì vari miracoli.

### Grecia
All'età di sessant'anni, dopo che il monastero da lui fondato fu distrutto durante una scorreria saracena, si trasferì nel Peloponneso con i suoi discepoli Vitalio e Niceforo. Durante la traversata la nave su cui si trovava rimase senza acqua potabile; per questo motivo Fantino trasformò l'acqua di mare contenuta in alcuni contenitori facendo su di essi il segno della croce. Visse quindi per un certo tempo a Corinto passando poi ad Atene dove visitò il tempio della Madre di Dio e recandosi a Larissa dove sostò presso la tomba del santo martire Achille operando vari miracoli in tutte e tre le località. In ultimo si recò a Tessalonica, dove visse quattro mesi in un monastero dedicato a San Mena spostandosi in seguito fuori le mura della città. A Tessalonica egli guarì molte persone e causò il pentimento di un giudice corrotto; gli fu anche riconosciuto il merito di aver impedito la conquista della città da parte dei Bulgari. Secondo la tradizione morì il 30 agosto dell'anno 1000 dopo otto anni di predicazione.